# Kip
El kip (en laosià ກີບ) és la unitat monetària de Laos. El codi ISO 4217 és LAK i s'acostuma a abreujar amb un símbol especial: ₭, o bé ₭N (amb la N que significa «nou»). Tradicionalment s'ha dividit en 100 at (ອັດ), tot i que a causa del poc valor de la moneda la fracció ja no circula. Kip, plural kips, significa lingot en laosià.
Pateix una inflació important. El 2006 es va introduir el bitllet de 50.000 Lak, de fet es van servir sovint el dòlar americà o el bagt tai per a grans transaccions. De fet, a començament del 2009, el kip era la sisena unitat monetària de valor més baix del món. El 2010 va eixir el bitllet de 100.000 Kip (l'abril 2023 equivalent a uns 5,80 euro).

## Història
Els primers bitllets d'ats i kips van aparèixer durant el curt període en què Laos havia declarat la independència després de l'ocupació japonesa a la Segona Guerra Mundial (1945-1946). Quan França recuperà el control de la regió, hi va reintroduir la piastra de la Indoxina Francesa d'abans de la guerra, que fou substituïda definitivament pel kip el 1954, arran de la independència del Regne de Laos, en termes paritaris (1 kip = 1 piastra).
El kip va patir diverses devaluacions continuades i no és una moneda convertible. Durant el règim comunista del Pathet Lao, els antics kips del Regne de Laos foren substituïts el 1976 per uns altres a raó de 20 kips del Regne per un del Pathet Lao, o kips de l'alliberament. Finalment, una nova reforma econòmica l'any 1979 va introduir l'anomenat nou kip a raó de 100 antics kips del Pathet Lao per un dels nous. Així i tot, les devaluacions van continuar: si el 1988 un dòlar dels Estats Units es canviava per 450 kips, l'abril del 2023 en valia més de 17.190.
A causa del poc valor de la moneda laosiana, el kip ha estat pràcticament reemplaçat pel baht tailandès, que és acceptat arreu de Laos. Un baht val uns 500 kips (abril 2023).

## Monedes i bitllets
Emès pel Banc de la República Democràtica Popular de Laos (ທະນາຄານ ແຫ່ງ ສາທາລະນະລັດ ປະຊາທິປະໄຕ ປະຊາຊົນລາວ, Thanakhan heng Sathalanalat Paxathipatai Paxaxon Lao), n'existeixen bitllets d'1, 5, 10, 20, 50, 100, 500, 1.000, 2.000, 5.000, 10.000, 20.000 i 50.000 kips (els inferiors a 1.000 kips circulen rarament). Les monedes (de 10, 20 i 50 att i 1, 5, 10, 20 i 50 kips) i ibtllets de menys de 5000 kip bel seu baix valor, tot i ser encara de curs legal, de fet no estan en circulació.

## Taxes de canvi ((13 abril 2023))
- 1 EUR = compra: 18.884, venda: 18.979 LAK[4]
- 1 USD = compra: 17.190 venda: 17.202 LAK[4]